# Automeris lichyi
Automeris lichyi är en fjärilsart som beskrevs av Lemaire 1966. Automeris lichyi ingår i släktet Automeris och familjen påfågelsspinnare. Inga underarter finns listade i Catalogue of Life.